# I'm a Slave 4 U
»I'm a Slave 4 U« je pesem ameriške glasbenice Britney Spears. Pesem sta napisala in producirala Pharrell Williams ter Chad Hugo, in sicer za njen tretji glasbeni album, Britney (2001). Pesem je izšla 24. septembra 2001 preko založbe Jive Records, kot tretji singl z albuma. R&B pesem so večkrat primerjali s pesmijo glasbene skupine Vanity 6 iz leta 1982, »Nasty Girl«, besedilo pa govori o dekletu, ki je sužnja glasbi.
Pesmi so glasbeni kritiki dodelili mešane ocene. Nekateri so takratno zrelejšo glasbo pevke primerjali z njenimi prejšnjimi singli, drugi pa so menili, da so njeni vokali na tej pesmi nenaravni in da se Britney Spears s to pesmijo želi samo znebiti svoje podobe nagajive najstnice. Pesem »I'm a Slave 4 U« je uživala v velikem komercialnem uspehu, saj je zasedla eno izmed prvih desetih mest na skoraj vseh glasbenih lestvicah, na katere se je uvrstila. Kljub temu je na lestvici Billboard Hot 100 zasedla šele sedemindvajseto mesto in petinosemdeseto mesto na lestvici Billboard Hot R&B/Hip-Hop Songs, kar sta bili najslabši poziciji, kar jih je pesem dosegla.
Videospot za pesem, ki ga je režiral Francis Lawrence, je izšel skupaj s singlom. Prikazuje Britney Spears med plesanjem v savni in svojo različico singla je posnela tudi igralska zasedba televizijske serije Glee. Britney Spears je pesem izvedla leta 2001 na podelitvi nagrad MTV Video Music Awards v New York Cityju. Nastop je bil deležen veliko kritike s strani organizacije PETA, saj so bile vključene tudi žive eksotične živali. Britney Spears je pesem od izida izvedla na vseh svojih turnejah, vključno s turnejo The M+M's Tour.

## Ozadje in sestava
Pesem »I'm a Slave 4 U« sta napisala in producirala Pharrell Williams ter Chad Hugo, ki sta bolje poznana pod skupnim imenom The Neptunes, in sta z Britney Spears že sodelovala pri pesmi »Boys«, prav tako z njenega tretjega glasbenega albuma, Britney. Pesem sta posnela Andrew Cleman v studiu Master Sound na Virginia Beachu, Virginia in Brian Garten v studiu Right Track v New York Cityju. Avdio režijo sta opravila Ryan Smith in Tim Roberts. Potem, ko je Britney Spears prvič prebrala besedilo, je menila, da pesem »govori o meni, saj si želim samo oditi ven in pozabiti, kdo sem ter samo plesati in se zabavati. To sem trenutno jaz. Obožujem svoje delo, hkrati pa obožujem zabavo.« V ozadje R&B pesmi so vključeni stokajoči vokali in praskanje. Glasbo v pesmi so večkrat primerjali z glasbo pesmi »Nasty Girl« glasbene skupine Vanity 6, izdane leta 1982.
Pesem »I'm a Slave 4 U« so kot glavni singl z albuma izdali v različnih formatih. Na radijskih postajah so jo predvajali še pred uradnim izidom 24. septembra 2001. 15. in 23. oktobra 2001 je bila pesem tudi fizično na voljo v Evropi in Združenem kraljestvu. Zgoščenka s singlom je vključevala originalno in inštrumentalno verzijo pesmi ter na B-strani pesem »Intimidated«, ki pa je bila tudi del soundtracka za film Jimmy Neutron. Poleg tega so 30. oktobra 2001 v Združenih državah Amerike izdali gramofonsko ploščo s štirimi pesmimi, vključno z remixi Thunderpussa in Miguela Migsa. Uradni remix pesmi je posnel tudi Dave Audé. Remix so kasneje objavili na kompilaciji z remixi Britney Spears, B in the Mix: The Remixes. Svojo verzijo pesmi je posnela tudi igralska zasedba televizijske serije Glee, natančneje Heather Morris kot Brittany Pierce za epizodo, posvečeno Britney Spears, naslovljeno kot »Britney/Brittany«, izdano 28. septembra 2010.

## Sprejem kritikov
Pesmi so glasbeni kritiki dodeljevali mešane do pozitivne ocene. Novinar revije NME je, na primer, napisal, da je »pesem zabavna na način, kot ji ga je namenil Bog—hipnotična, vztrajna, skrivnostna, sugestivna— in če bi bil Prince devetnajstletna bivša Disneyjeva zvezda in devičnik, bi bil lahko ponosen, da je nastopil s takšno pesmijo.« Novinarja z revije Rolling Stone in spletne strani Allmusic sta se strinjala, da je pesem »I'm a Slave 4 U« korak proti bolj zrelim delom. Videospot pesmi se prične z Britney v dveh različnih verzijah in to je bil prvi videospot, v katerem je pokazala svojo bolj zapeljivo plat. Čeprav je singl na ameriški glasbeni lestvici zasedel šele sedemindvajseto mesto, ga njeni oboževalci velikokrat obravnavajo kot njen najboljši singl. Kakorkoli že, nekateri glasbeni kritiki nad pesmijo niso bili tako navdušeni, Stephanie McGrath s spletne strani All Pop je, na primer, napisala, da je pesem »I'm a Slave 4 U« »velikanski korak od teen pop glasbe, s katero je zaslovela« in da je bil njen »namen opustiti podobo nedolžne najstnice s kitkami in čopki«, da se pesem »ni ujemala z njenim slogom, vokali so bili prisiljeni in oponašanje Janet Jackson je bilo nenaravno.« Bill Lamb s spletne strani About.com je pesmi dodelil deveto mesto na svojem seznamu desetih najboljših pesmi Britney Spears, kar je utemeljil z besedami: »Ko je singl izšel preko njenega tretjega glasbenega albuma, je bilo očitno, da Britney Spears odrašča. Ta pesem je radikalni prehod od 'ne tako nedolžne' šestnajstletne šolarke z Britneyjinega prvega albuma. Privlačnost se je prikradla v stil Britney Spears.«

## Dosežki na lestvicah
Pesem »I'm a Slave 4 U« je zasedla sedemindvajseto mesto na lestvici Billboard Hot 100, s čimer je postala prvi glavni singl Britney Spears, ki na ameriški glasbeni lestvici ni zasedel enega izmed prvih desetih mest. Pesem je zasedla tudi eno izmed prvih trideset mest na lestvici Billboard Hot 100 Airplay, vendar šele triinsedemdeseto mesto na lestvici Billboard Hot 100 Singles Sales. Singl se je slabo prodajal predvsem zato, ker so ga izdali na gramofonski plošči in ne preko zgoščenke. Pesem »I'm a Slave 4 U« je, ko je zasedla četrto mesto na lestvici Hot Dance Club Play, postala prva dance uspešnica Britney Spears. Postala je tudi njena prva in zaenkrat še edina pesem, ki se je uvrstila na lestvico Hot R&B/Hip-Hop Songs, kjer je zasedla petinosemdeseto mesto. V Evropi je bila pesem »I'm a Slave 4 U« veliko bolj uspešna, saj je zasedla eno izmed prvih desetih mest na vseh glasbenih lestvicah, na katere se je uvrstila, vključno z nemško in francosko. V Franciji je pesem prejela srebrno certifikacijo s strani organizacije Syndicat National de l'Édition Phonographique za več kot 125.000 prodanih kopij izvodov. Pesem je dva tedna preživela na petem mestu lestvice European Hot 100 Singles. Singl »I'm a Slave 4 U« je zasedel četrto mesto na britanski lestvici, kjer je med prvimi petinsedemdesetimi pesmimi ostal še štirinajst tednov in prodal 150.000 izvodov. Pesem je debitirala na sedmem mestu na avstralski lestvici in kljub temu, da je tam ostala le osem tednov, je pesem prejela zlato certifikacijo s strani organizacije Australian Recording Industry Association za 35.000 prodanih kopij. Na novozelandski glasbeni lestvici je pesem »I'm a Slave 4 U« 4. novembra 2001 debitirala na šestinštiridesetem mestu ter nazadnje zasedla trinajsto mesto. Na tej lestvici je pesem ostala le šest tednov.

## Videospot
Videospot za pesem »I'm a Slave 4 U« je bil posnet v Universal Cityju, Kalifornija med praznikom dela. Režiral ga je Francis Lawrence in naj bi bil eden izmed njenih najbolj drznih videospotov. Videospot se je premierno predvajal v MTV-jevi oddaji Making the Video 24. septembra 2001 ob petih popoldne, istega dne, kot je pesem uradno izšla na ameriških radijskih postajah, dva dneva kasneje pa je že postal največkrat predvajani videospot v oddaji Total Request Live. Koreografijo za videospot je sestavil plesalec iz Puerta Rica, Mayte Garcia, ki je Britney Spears za videospot naučil trebušnega plesa. V videospotu Britney Spears in petnajst plesalcev plešejo na isto koreografijo, nato pa se prikaže samo pevka na balkonu, kjer opazuje avtomobile v daljavi. Britney Spears je prikazana kot sužnja glasbe, na katero pleše cel dan, vse dokler ni skupaj s plesalci čisto prepotena in dehidrirana, zaradi česar so prisiljeni iskati vodo. Preko DVD-ja Greatest Hits: My Prerogative so 9. novembra 2004 izdali še dve alternativni verziji videospota. Videospot je bil leta 2002 nominiran za tri nagrade MTV Video Music Awards, in sicer v kategorijah za »najboljši ženski videospot«, »najboljši dance videospot« in »najboljšo koreografijo«. Poleg tega je videospot za pesem »I'm a Slave 4 U« zasedel prvo mesto na seznamu »50 najprivlačnejših videospotov vseh časov«, ki ga je leta 2007 objavil kanadski glasbeni kanal MuchMusic. Izdali so tudi uradni videospot za vokalni remix Miguela Migsa. Poleg tega so posneli še videospot za dva remixa, in sicer za Thunderpussov klubski remix in Thunderpussov temačni remix. Skoraj deset let kasneje, leta 2011, so videospot večkrat primerjali z videospotom za pesem »Till The World Ends«, predvsem zaradi številnih plesnih scen s prepotenimi plesalci.

## Nastopi v živo
Britney Spears je s pesmijo »I'm a Slave 4 U« v javnosti prvič nastopila na podelitvi nagrad MTV Video Music Awards leta 2001 v metropolitanski operni hiši v New York Cityju 6. septembra leta 2001. Poleg plesanja zelo pomanjkljivo oblečene pevke so si nastop po vsej verjetnosti najbolje zapomnili, ker so bile vanj vključene številne eksotične živali, vključno z belim tigrom in živim albino burmeškim pitonom, ki je bil večji del nastopa na ramenih Britney Spears, kar je kasneje postala ena izmed njenih najbolj ikonskih podob. Organizacija PETA je zaradi tega zelo skritizirala nastop, saj naj bi z njim kršili pravice živali. Avgusta 2008 je MTV Network nastop označil za enega izmed najbolj nepozabnih trenutkov v zgodovini podelitev nagrad MTV VMA. Sicer je Britney Spears pesem še večkrat izvedla na televiziji, v sklopu promocije albuma Britney. 11. oktobra 2001 jo je izvedla v oddaji The Tonight Show with Jay Leno, 5. novembra v oddaji The Rosie O'Donnell Show in 6. novembra v oddaji Late Show With David Letterman. Mesec dni kasneje, 4. decembra, je Britney Spears otvorila podelitev nagrad Billboard Music Awards v Las Vegasu z izvedbijo pesmi na odru znotraj vodnjaka v hotelu Bellagio. Pesem je izvedla tudi v nakupovalnem centru National Mall v Washingtonu, D.C., ko je otvorila začetek sezone NFL leta 2003. Britney Spears je s pesmijo nastopila tudi na svojih zadnjih štirih svetovnih turnejah, Dream Within a Dream, The Onyx Hotel, The Circus Starring Britney Spears in The Femme Fatale Tour.

## Seznam verzij
| - Britanski CD 1. »I'm a Slave 4 U« (verzija z albuma) — 3:23 2. »Intimidated« — 3:17 3. »I'm a Slave 4 U« (inštrumentalno) — 3:23 - Evropski CD 1. »I'm a Slave 4 U« (verzija z albuma) — 3:23 2. »I'm a Slave 4 U« (inštrumentalno) — 3:23 3. »Intimidated« (pesem brez albuma) — 3:17 | - Remixi - Promocijska plošča 1. »I'm a Slave 4 U« (Thunderpussov radijski remix) — 3:18 2. »I'm a Slave 4 U« (vokalna različica Miguela Migsa) — 3:35 3. »I'm a Slave 4 U« (verzija z albuma) — 3:23 4. »I'm a Slave 4 U« (Thunderpussov klubski remix) — 8:46 5. »I'm a Slave 4 U« (vokalni remix Miguela Migsa) — 5:31 Dodatek k albumu The Singles Collection 1. »I'm a Slave 4 U« - 3:23 2. »Intimidated« - 3:17 3. »I'm a Slave 4 U« (videospot) - 3:30 Ostale verzije - »I'm a Slave 4 U« (remix Davea Audea) — 5:51 |

## Dosežki in certifikacije

### Tedenske lestvice
| Lestvica (2001)                                           | Dosežek |
| --------------------------------------------------------- | ------- |
| Avstralija (ARIA Charts)                                  | 7       |
| Avstrija (Ö3 Austria Top 75)                              | 6       |
| Belgija (Flandrija; Ultratop 50)                          | 6       |
| Belgija (Valonija; Ultratop 40)                           | 6       |
| Kanada (Canadian Hot 100)                                 | 8       |
| Danska (Tracklisten)                                      | 8       |
| Evropa (European Hot 100 Singles)                         | 5       |
| Finska (Suomen virallinen lista)                          | 4       |
| Francija (SNEP)                                           | 8       |
| Nemčija (Media Control Charts)                            | 3       |
| Irska (IRMA)                                              | 6       |
| Italija (FIMI)                                            | 8       |
| Nova Zelandija (RIANZ)                                    | 13      |
| Norveška (VG-lista)                                       | 3       |
| Romunija (Romanian Top 100)                               | 10      |
| Švedska (Sverigetopplistan)                               | 7       |
| Švica (Media Control Charts)                              | 7       |
| Združeno kraljestvo (UK Singles Chart)                    | 4       |
| Združene države Amerike (Billboard Hot 100)               | 27      |
| Združene države Amerike (Billboard Hot Dance Club Play)   | 3       |
| Združene države Amerike (Billboard Hot R&B/Hip-Hop Songs) | 85      |

|

### Lestvice ob koncu leta
| Lestvica   | Dosežek |
| ---------- | ------- |
| Avstralija | 99      |
| Romunija   | 93      |
| Švica      | 68      |

### Certifikacije
| Država     | Certifikacija | Prodaja |
| ---------- | ------------- | ------- |
| Avstralija | Zlata         | 35.000  |
| Francija   | Srebrna       | 125.000 |
| Norveška   | Zlata         | 10.000  |
| Švedska    | Zlata         | 20.000  |

|}